# エアーマンが倒せない
「エアーマンが倒せない」（エアーマンがたおせない）は、2007年に同人サークル「てつくずおきば」のせらみかる（seramikarutitan、せら、sera）が作詞・作曲し、インターネット上で公開した同人音楽。商業展開も行なわれた。

## 歌詞
カプコンのファミリーコンピュータ用ゲーム『ロックマン2 Dr.ワイリーの謎』に登場するボスキャラクターの1体「エアーマン」をテーマとした曲で、エアーマンに苦闘しながらも、幾度となく立ち向かうプレイヤー（ロックマン）の不屈の姿を描いている。歌詞の内容は、以下のようになっている。
- 1番は、ゲーム中に登場する難所、「消える足場[1]」が攻略できず、そこを楽に突破するために必要な「アイテム2号」を手に入れたいが、そのために倒さなければならない「エアーマン」に歯が立たずやられてしまうという内容となっている。
- 2番は、ライフを全快するアイテム「E缶」を以てしてもエアーマンのステージを攻略できないので、エアーマンを楽に倒すため、弱点である武器「リーフシールド」を手に入れたいが、そのために倒さなければならない「ウッドマン」にもやはり歯が立たずやられてしまうという内容となっている。
  - なお、ウッドマンの弱点の武器を手に入れるためには、冒頭の消える足場があるヒートマンステージを攻略しなければならず、堂々巡りになってしまう。

## バージョン

### カラオケバージョン
2007年5月26日に「てつくずおきば」のホームページ (WMV)、およびニコニコ動画にて公開された最初のバージョン。MIDIによる打ち込みに合わせ、歌詞がカラオケのテロップのように表示されるもの。この時点では歌詞は1番のみ。そこから非常に数多くの派生動画が作成される。この中で、2007年6月7日に同人音楽ユニットTeam.ねこかん[猫]のボーカルであるnyanyannyaにより「勝手にフルバージョン」と題して2番が作成・公開される。

### TEAMねこかんversion
2007年7月1日に公開。上記の2番が正式に採用されたバージョン。Team.ねこかん[猫]がロック調に編曲し歌い上げたものに合わせ、せらみかるが描きおろしたアニメーションが流れる。
「てつくずおきば」ホームページ (WMV)、YouTube、ニコニコ動画で同時公開。YouTubeでは2013年1月の時点で1000万再生を超える。2015年7月15日にニコニコ動画歴代49番目となる500万再生を記録する（マイリスト登録数では2017年4月現在で歴代55位）。
アニメーションは歌詞の内容をほぼ忠実になぞったドット画だが、映画『ターミネーター2』のクライマックスのパロディなど、随所に小ネタが散見する構成となっている。また、2番の歌詞の一部に実際のゲームの仕様と異なる表現があることについて触れている。

### Acoustic Version
TEAMねこかんversionのCDにカップリングで収録された、スローテンポのアコースティックギター演奏版。再編曲・歌、共に同人音楽バンド「Sound CYCLONE」のしゃばだばが担当。

### 英語版「Can't Beat Air Man」
2007年12月24日に公開された、1番のみの英訳版。訳詞伊部利己豚麻呂（いべりこぶたまろ）、再編曲・歌、共にTeam.ねこかん[猫]。YouTubeとニコニコ動画で同時公開。動画は「TEAMねこかんversion」のものを一部差し替え、英文の歌詞を表示させたもの。動画公開前に着うたが先行して配信開始されている。
さらに、2022年にはjan Misaliによる別の英語版も公開された。このバージョンでは、楽曲全体が翻訳されているだけでなく、最後の節が人工言語トキポナ（Toki Pona）で歌われている点が特徴である。

### 赤い彗星Remix
アップテンポのダンスミュージック風リミックス。2008年10月1日発売のアルバム『アニメ☆ダンス 〜アニソンヒット組曲〜』並びに『アニメ☆ダンス オンライン produced by Team.ねこかん[猫]vs』に収録。ニコニコ動画でも同日に、せらの作成した動画と共に公開されている。

## 展開
以下に使用されているのは、特に記述がない限り「TEAMねこかんversion」である。
CD
2007年夏のコミックマーケット72で先行販売、その後2007年9月1日に同人販売店にて委託販売を開始。
データトラックに、ネット上で公開した動画を高画質化・一部差し替えたものを収録。
着うた
ドワンゴより配信。2007年10月5日より「TEAMねこかんversion」、11月30日から英語版が配信開始。前者は同社の2008年上半期着うたフルランキングにて15位を記録した。
カラオケ配信
2007年10月31日よりJOYSOUND、2007年12月12日よりDAM、2008年10月1日よりUGAにて配信。
アルバム収録
以下のコンピレーション・アルバム（オムニバス）などに収録されている。
- 『CDで聞いてみて。 〜ニコニコ動画せれくちょん〜』 - TEAMねこかんversionを収録
- 『アニメ☆ダンス 〜アニソンヒット組曲〜』 - 赤い彗星Remixを収録
- 『アニメ☆ダンス オンライン produced by Team.ねこかん[猫]vs』 - 同上
- 『ウマウマできるトランスを作ってみた4』 - Ryu*によるオリジナルのカバー
  - 同アルバムシリーズのベスト版（COMPLETE BEST および Premium BEST）にも収録

- 『ロックマン改 アレンジしてみた!!』 - ボーナストラックに TEAMねこかんversion を収録
- 『わくわくフルデイズ』 - せらみかるが所属するゲーム実況者わくわくバンドの1stアルバム。ボーナストラックに同バンドによる1番のみの演奏を収録。

## 波及・影響
ニコニコ動画では本作が投稿されて以降様々な投稿者が、歌い上げたり（いわゆる「歌ってみた」動画）、アレンジ版を演奏したり（いわゆる「演奏してみた」動画）、さらには「エアーマン」を現実の世の中やアニメ・漫画・ゲームなどの中の様々な突破困難な状況・存在に置き換えて歌い上げる「○○が倒せない」「○○が（○○）出来ない」「○○が（○○）ない」といった替え歌など、数多くの本作を元にした動画が投稿されている。

## 権利問題
公開された動画の中には『ロックマン2』のゲーム内のキャラクターの画像が使われているものも存在するため、著作権を侵害する可能性が存在するが（参考：ニコニコ動画#著作権問題）、この点に関してカプコンは正式なコメントを出していない。
この曲が作成された2007年は奇しくもロックマンシリーズ生誕20周年目に当たり、同年11月に行われた記念のイベントにて、当時のシリーズのエグゼクティブプロデューサー稲船敬二は、会場で動画を流した上で「会社的には色々とあるが、個人的には応援している」と発言をした。
さらに2010年9月には、カプコンから発売の公式アレンジアルバム『ロックマン改 アレンジしてみた!!』に収録されることとなった。

## 誤報
- 曲が公開された当初、一部のニュースサイトで『ロックマン2』内のBGMのアレンジと誤って報じられたこともあるが[要出典]、本曲は、あくまでも作詞・作曲共にせらみかるのオリジナルである（同人音楽の分類では「イメージ作品」に相当する）。『ロックマン2』BGMのアレンジ曲は、『思い出はおっくせんまん!』である[7]。